# جائزة بلجيكا الكبرى 1952
جائزة بلجيكا الكبرى 1952 هو سباق فورمولا 1 أقيم بتاريخ 22 يونيو 1952 في حلبة دي سبا فرانكورشومب، بلجيكا. كان الثالث من أصل 8 في بطولة العالم لسباقات الفورمولا واحد موسم 1952. حلّ الإيطالي البرتو اسكاري أولا بينما حلّ الإيطالي جوزيبي فارينا في المركز الثاني وحصل على المركز الثالث الفرنسي روبرت مانزون.